# Störtebeker (schip, 1969)
De MS Störtebeker is een voormalige Duitse veerboot, vernoemd naar Klaus Störtebeker, die tussen 1969 en 2008 dienstdeed tussen het vasteland, de halligen en de eilanden Föhr en Amrum.
In 1972 is het schip op de werf waar het was gebouwd met 3,60 meter verlengd
Na de uitdienststelling van het schip als veerboot in Duitsland is het in de vaart genomen bij Water Events Lauwersoog waar het dienst doet als rondvaartboot in het Lauwersmeer en Waddenzee. Daarnaast wordt het schip verhuurd aan Wagenborg Passagiersdiensten en ingezet als veerboot tussen Schiermonnikoog en Esonstad.